# 창원 경행제
창원 경행제(昌原 景行齊)는 대한민국 경상남도 창원시 마산합포구 진전면 오서리에 있는, 창원지역 안동 권씨 집안의 회계서원 분원이다. 1985년 11월 14일 경상남도의 문화재자료 제132호로 지정되었다.

## 개요
창원지역 안동 권씨 집안의 회계서원 분원으로 조선 고종 4년(1867)에 세웠다.
처음에는 제사지내는 제실 겸 한학의 글방으로 사용하였으나 1910년 일제시대가 되자 사립학교인 경행학교로 사용하였다. 지방 신식교육을 담당하면서 민족운동의 근원지로 많은 애국열사를 배출하였는데, 대표적 인물로는 상해임시정부에서 활동하다 순국한 이교재와 3.1운동 당시 삼진지구의 주역이었던 권영조를 꼽을 수 있다. 1927년 폐교한 이후에는 지역의 문화시설로 이용하여 왔다.
지붕은 옆면에서 볼 때 여덟 팔(八)자 모양을 한 팔작지붕이며, 1988년 보수공사 때 마루를 늘려 규모가 커졌으나 외관상 큰 변화없이 오늘에 이르고 있다.

## 참고 문헌
- 창원 경행제 - 국가유산청 국가유산포털